# Castillo de Saumur
El castillo de Saumur (en francés: Château de Saumur) localizado en la ciudad francesa de Saumur, en el departamento de Maine y Loira, fue construido originalmente en el siglo X por Thibault le Tricheur, conde de Blois como baluarte defensivo contra los normandos. Domina la confluencia de los ríos Loira y Thouet. En 1026 pasó a manos de Fulk Nerra, conde de Anjou, quien lo legó a sus herederos de Plantagenet. Tras su destrucción en 1067, el castillo fue reconstruido por Enrique II de Inglaterra a finales del siglo XII en estilo gótico.
El castillo fue clasificado como monumento histórico en 1964. Forma parte del conjunto de castillos del Loira que fueron declarados Patrimonio de la Humanidad por la Unesco en 2000.

## Historia
Le Château de Saumur, fachada sur, miniatura de septembre en Les Très Riches Heures du duc de Berry, ca. 1440, musée Condé, Ms.65, f.9v

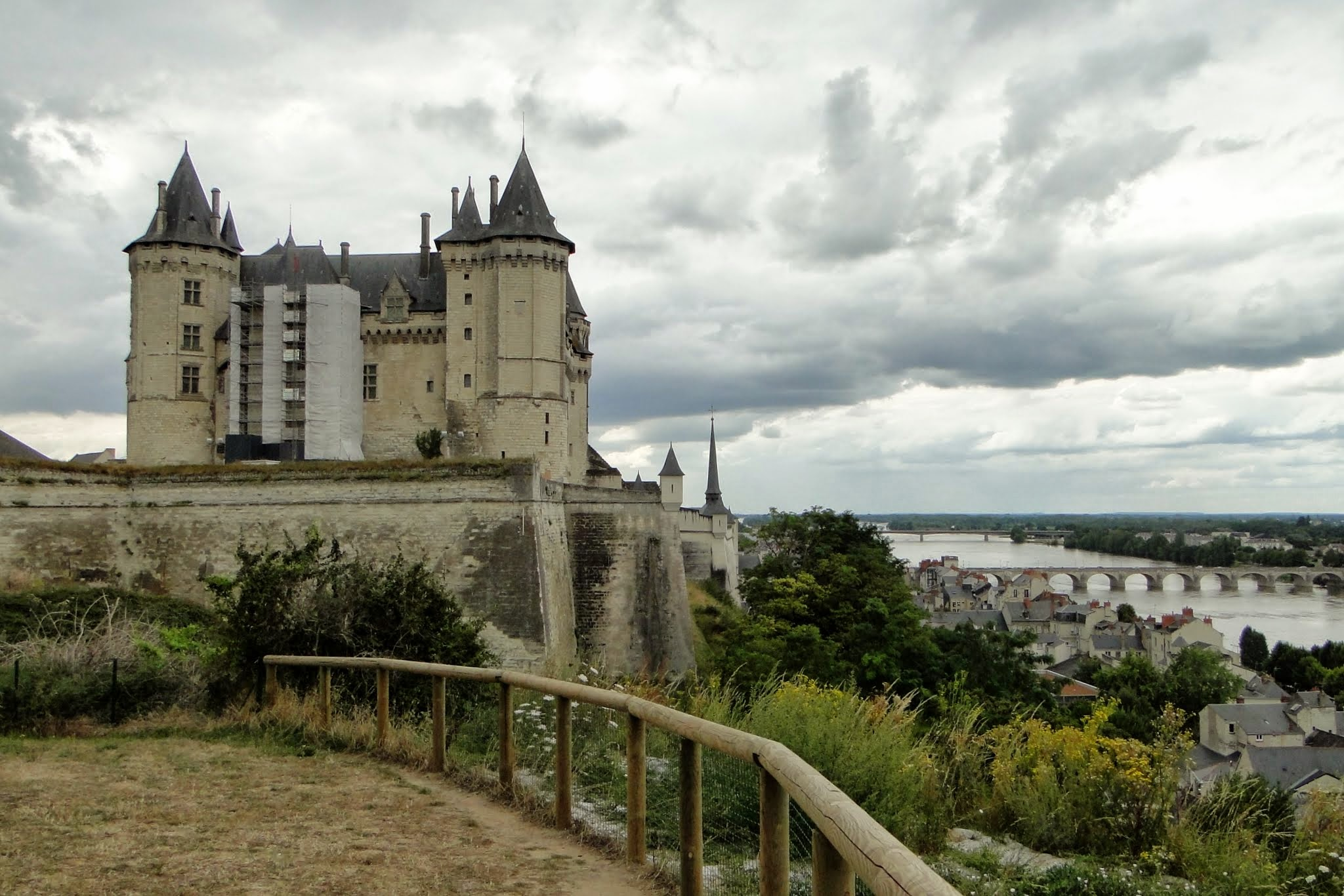
Castillo de Saumer y el puente medieval

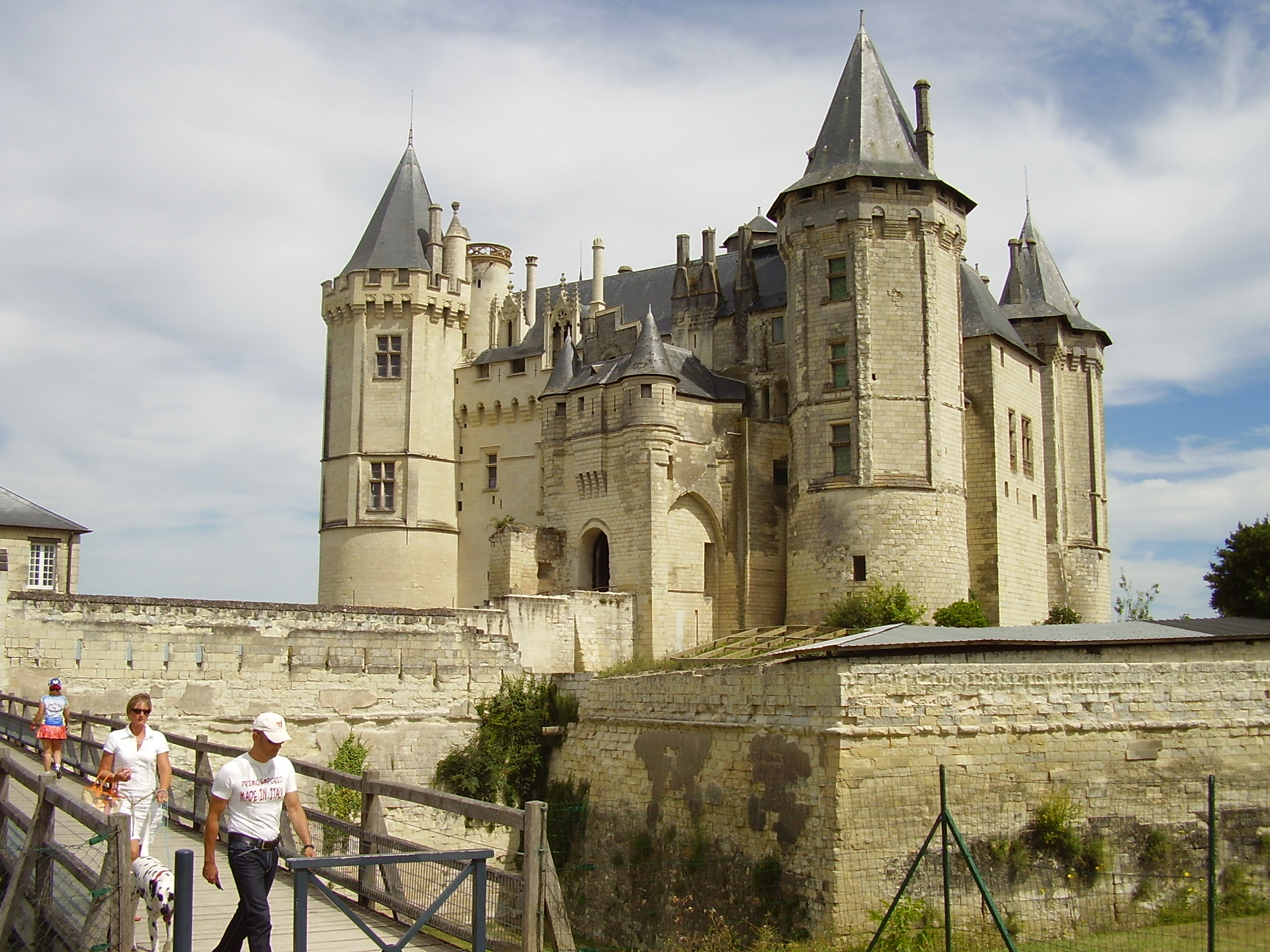
Vista del castillo de Saumur

En la primera parte de la década de 1200, Felipe II de Francia incorporó Saumur a sus dominios reales. En la página de septiembre de Las muy ricas horas del Duque de Berry se muestra el castillo tal y como era en 1410. Cambió de manos muchas veces hasta 1589 cuando el rey protestante Enrique IV de Francia (y Navarra) cedió el castillo a Duplessis-Mornay.
En 1621 el castillo fue convertido en cuartel militar. Después fue convertido en una prisión estatal durante el reinado de Luis XIV de Francia y continuó siéndolo bajo Napoleón Bonaparte.
En la primera parte del siglo XX la ciudad de Saumur adquirió el castillo y comenzó un programa de restauración para albergar el museo de artes decorativas. En consonancia con la tradición ecuestre de la zona de Saumur el castillo también alberga el Museo del Caballo. El castillo tiene mazmorra y torre de vigilancia, y alberga el Musée de la Figurine-Joue, una colección de juguetes y figuritas muy antiguas de soldados, reyes de Francia y payasos.
El castillo de Saumur fue catalogado como monumento histórico por el Ministerio francés de cultura en 1862. A fecha de 2016, un total de 47 edificios y estructuras en Saumur tenían la distinción de monumento histórico —véase la base de datos nacional de Francia Merimee—. La mayor parte de los monumentos están construidos con la piedra local conocida como tuffeau. Entre los monumentos más importantes de la ciudad se encuentra el propio castillo de Saumur que domina la ciudad, y el cercano castillo de Beaulieu que se levanta a tan solo 200 metros de la orilla sur del Loira; diseñado por el renombrado arquitecto Jean Drapeau, reconocido por su arquitectura elegante. Entre los otros monumentos históricos de la ciudad están la iglesia de San Pedro situada en la plaza de San Pedro en el centro de Saumur, y el Castillo de Briace situado en la orilla norte del río. La arquitectura de Saumur está muy bien descrita en el libro: Saumur - Promenade D'architectures, de Marie Jane Durand, publicado por la Oficina de Turismo de Saumur.